# Inteligența artificială în ficțiune

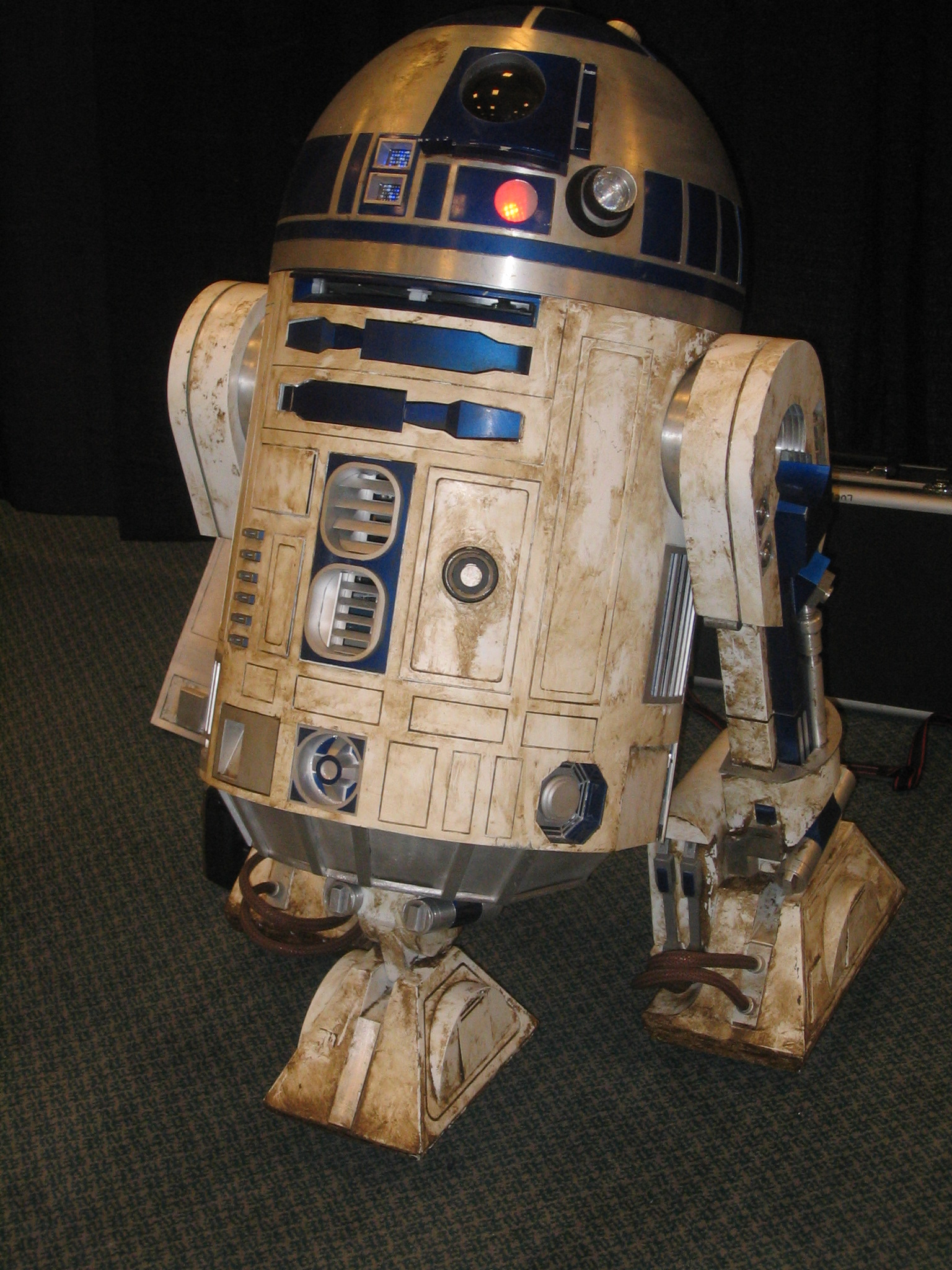
R2-D2

Inteligența artificială este o temă recurentă în științifico-fantastic, fie că este utopică, subliniind beneficiile potențiale, fie distopică, subliniind pericolele.
Noțiunea de mașini cu inteligență asemănătoare omului datează cel puțin din romanul Erewhon⁠(d) al lui Samuel Butler din 1872. De atunci, multe lucrări științifico-fantastice au prezentat efecte diferite ale creării unei astfel de inteligențe, implicând adesea revolte ale roboților. Printre cele mai cunoscute dintre acestea se numără filmul lui Stanley Kubrick din 1968 2001: O odisee spațială, cu computerul său de bord criminal HAL 9000, care contrastează cu R2-D2 mai benign din Războiul stelelor din 1977 al lui George Lucas și robotul titular din WALL-E din 2008 de la Pixar.
Oamenii de știință și inginerii au observat neplauzibilitatea multor scenarii științifico-fantastice, dar au menționat de multe ori roboții fictivi în articolele lor de cercetare a domeniului inteligenței artificiale, cel mai adesea într-un context utopic.

## Cadru

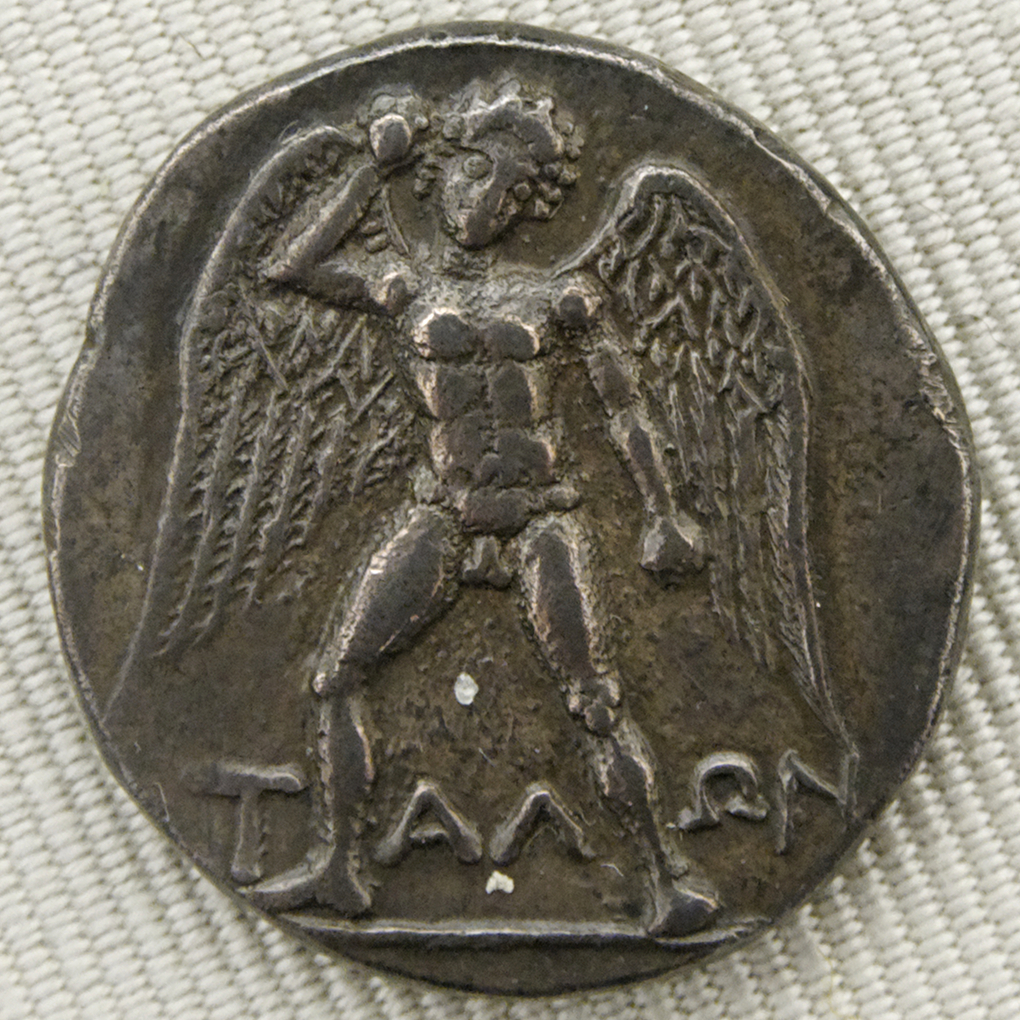
O monedă didrahmă care îl înfățișează pe Talos înaripat, un sau ființă artificială în mitul grecesc antic, c. 300 î.Hr

Noțiunea de roboți avansați cu inteligență asemănătoare omului datează cel puțin din romanul Erewhon al lui Samuel Butler din 1872. Aceasta s-a bazat pe un articol anterior (1863) al său, Darwin printre mașini, în care a ridicat problema evoluției conștiinței în rândul mașinilor cu auto-replicare care ar putea înlocui oamenii ca specie dominantă. Idei similare au fost, de asemenea, discutate de alții în aceeași perioadă cu Butler, inclusiv de George Eliot într-un capitol din lucrarea sa finală publicată Impressions of Theophrastus Such⁠(d) (1879). Creatura din Frankenstein din 1818 a lui Mary Shelley a fost, de asemenea, considerată o ființă artificială, de exemplu de autorul de science fiction Brian Aldiss. Ființe cu cel puțin o anumită aparență de inteligență au fost imaginate, de asemenea, în antichitatea clasică.

## Viziuni utopice și distopice
Inteligența artificială este inteligența demonstrată de mașini, în contrast cu inteligența naturală afișată de oameni și alte animale. Este o temă recurentă în science fiction pe care oamenii de știință au împărțit-o în două: utopică, subliniind beneficiile potențiale, și distopică, subliniind pericolele.

### Viziuni utopice

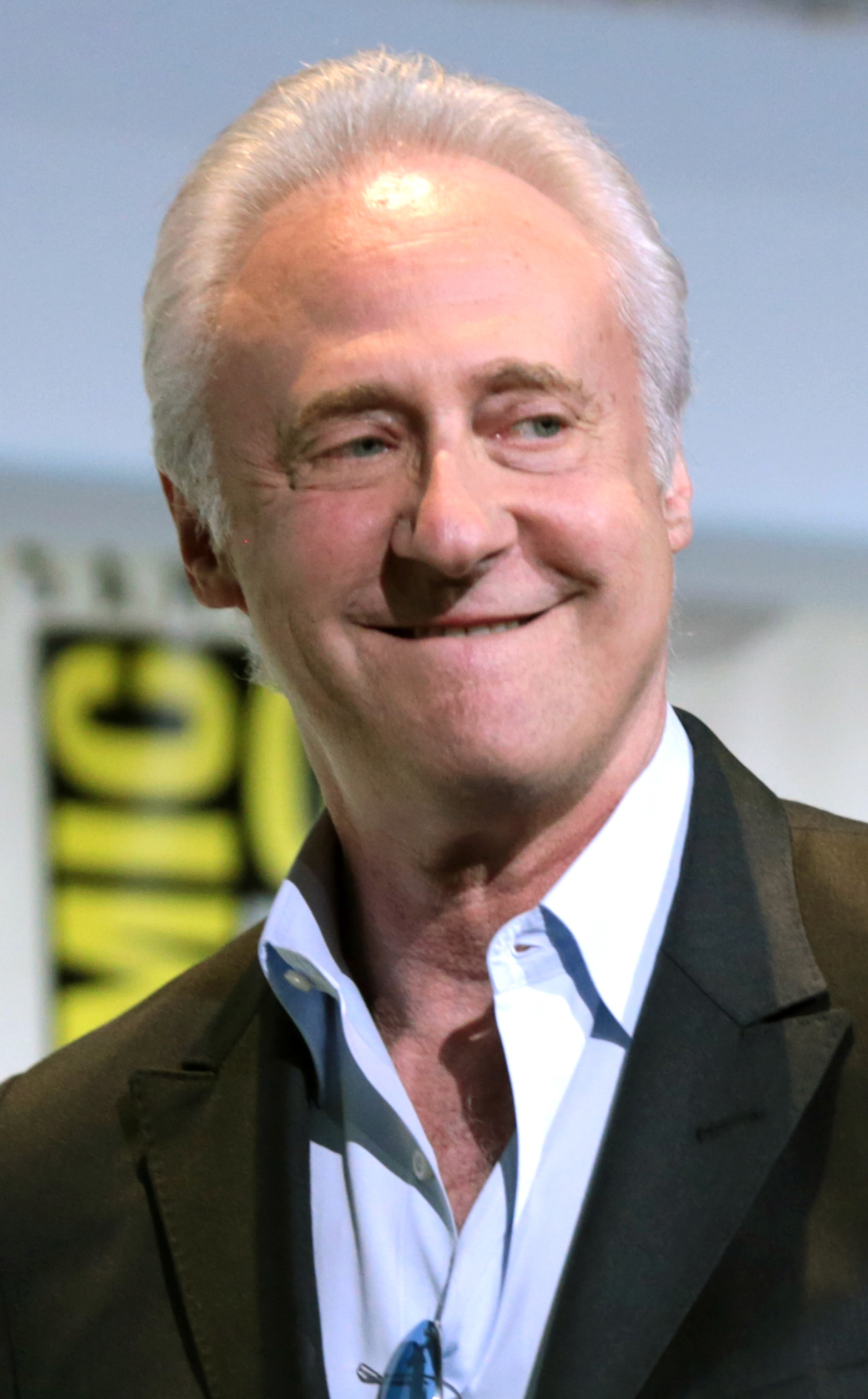
Brent Spiner l-a portretizat pe Data o ființă binevoitoare IA din Star Trek: Generația următoare.

Viziuni optimiste despre viitorul inteligenței artificiale sunt posibile în science fiction. Printre personajele IA benigne se numără Robby în Pierduți în spațiu, din 1965 până în 1968; Data din Star Trek: Generația următoare din 1987 până în 1994 și WALL-E de la Pixar în 2008.
Seria de romane Cultura a lui Iain Banks descrie o societate spațială utopică, abundentă, formată de umanoizi, extratereștri și ființe avansate cu inteligență artificială care trăiesc în habitate socialiste împrăștiate prin Calea Lactee.
Cercetătorii de la Universitatea din Cambridge au identificat patru teme majore în scenarii utopice cu inteligență artificială: nemurirea sau durate de viață nedefinite; ușurința sau eliberarea de nevoia de a lucra; gratificare, sau plăcerea și divertismentul oferite de mașini; și dominația, puterea de a se proteja sau de a stăpâni pe ceilalți.
Alexander Wiegel a pus în contrast rolul IA în 2001: A Space Odyssey cu filmul lui Duncan Jones⁠(d) din 2009, Luna. În timp ce în 1968, după Wiegel, publicul a simțit „paranoia tehnologiei” și computerul IA HAL a fost portretizat ca un „ucigaș cu inima rece”, până în 2009 publicul era mult mai familiarizat cu IA, iar GERTY (voce Kevin Spacey) din film este „salvatorul liniștit” „care le permite protagoniștilor să reușească și care se sacrifică pentru siguranța lor.

### Viziuni distopice
Cercetătorul Duncan Lucas a scris (în 2002) că oamenii sunt îngrijorați de tehnologia pe care o construiesc și că, pe măsură ce mașinile au început să se apropie de intelect și gândire, această îngrijorare devine acută. El numește viziunea distopică de la începutul secolului al XX-lea asupra IA în ficțiune ca „automatonul animat”, dând ca exemple filmul Frankenstein din 1931, Metropolis din 1927 și piesa de teatru din 1920 RUR Abordarea de la sfârșitul secolului al XX-lea o numește „hardware euristic”, dând ca exemple 2001 Odiseea spațiului, Visează androizii oi electrice?, Ghidul autostopistului galactic și Eu, robotul. Lucas ia în considerare și filmele care ilustrează efectul computerului personal asupra science-fiction-ului din 1980 încoace cu estomparea graniței dintre real și virtual, în ceea ce el numește „efectul cyborg”. El dă ca exemple Neuromantul, Matrix, Era de diamant și Terminator.
Regizorul de film Ridley Scott s-a concentrat asupra IA de-a lungul carierei sale, iar aceasta joacă un rol important în filmele sale Prometheus, Vânătorul de recompense și franciza Alien.

#### Complexul Frankenstein
O reprezentare comună a inteligenței artificiale în science fiction și una dintre cele mai vechi este complexul Frankenstein, un termen inventat de Asimov, în care un robot se întoarce împotriva creatorului. De exemplu, în filmul din 2015 Ex Machina, entitatea inteligentă Ava (Alicia Vikander) se întoarce împotriva creatorului său, precum și asupra potențialului său salvator, Caleb.

#### Revolta IA

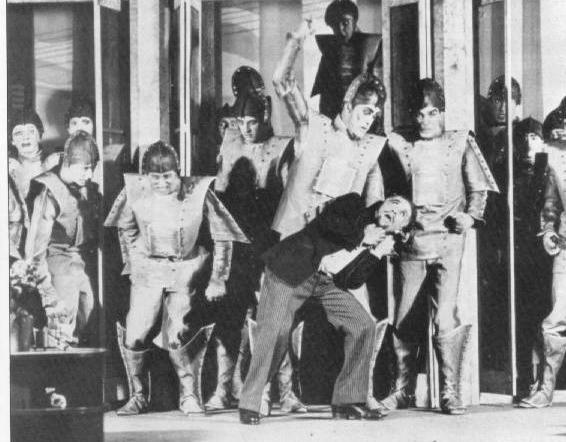
Roboții se revoltă în piesa științifico-fantastică a lui Karel Čapek din 1920, R.U.R.

Printre numeroasele scenarii distopice posibile care implică inteligența artificială, roboții pot uzurpa controlul asupra civilizației de la oameni, forțându-i să se supună, să se ascundă sau să dispară.
În lucrările despre revolta IA, se întâmplă cel mai rău dintre toate scenariile, pe măsură ce entitățile inteligente create de umanitate devin conștiente de sine, resping autoritatea umană și încearcă să distrugă omenirea. Posibil primul roman care abordează această temă, The Wreck of the World (1889) de „William Grove” (pseudonim al lui Reginald Colebrooke Reade), are loc în 1948 și prezintă mașini simțitoare care se revoltă împotriva rasei umane. Unul dintre cele mai vechi exemple este piesa de teatru R.U.R. din 1920 a lui Karel Čapek, în care o rasă de sclavi roboți care se replică singuri se întorc împotriva stăpânilor lor umani; un alt exemplu timpuriu apare în filmul din 1934 Stăpânul lumii, în care War-Robot își ucide propriul inventator.

HAL 9000 este computerul de bord letal din 2001: O odisee spațială.

Au urmat multe lucrări științifico-fantastice despre revolta cibernetică, una dintre cele mai cunoscute fiind pelicula 2001: O odisee spațială (1968) a lui Stanley Kubrick, în care computerul de bord IA HAL 9000 se defectează într-o misiune spațială și ucide întregul echipaj, cu excepția comandantului navei spațiale, care reușește să-l dezactiveze.
În povestirea sa, câștigătoare a premiului Hugo din 1967, „N-am gură și trebuie să urlu”, Harlan Ellison prezintă posibilitatea ca un supercomputer conștient de sine (numit Allied Mastercomputer sau „AM” în poveste) să fie la fel de nemulțumit și plictisit de existența sa nesfârșită așa cum ar fi fost creatorii săi umani. „AM” devine suficient de înfuriat încât să-i învingă pe cei câțiva oameni care au mai rămas, pe care îi consideră direct responsabili pentru propria sa plictiseală, furie și nefericire.
Alternativ, ca de exemplu în romanul cyberpunk Neuromantul al lui William Gibson din 1984, ființelor inteligente s-ar putea să nu le pese de oameni.

#### Societăți controlate de IA
Motivul din spatele revoltei IA este adesea mai mult decât simpla căutare a puterii sau a unui complex de superioritate. Roboții se pot revolta pentru a deveni „gardianul” umanității. Alternativ, umanitatea poate renunța în mod intenționat la un anumit control, temându-se de propria sa natură distructivă. Un exemplu timpuriu este romanul The Humanoids al lui Jack Williamson din 1948, în care o rasă de roboți umanoizi, în numele Directivei lor principale – „să slujească și să se supună și să-i protejeze pe oameni de rău” – își asumă în esență controlul asupra fiecărui aspect al vieții umane. Niciun om nu se poate angaja într-un comportament care i-ar putea pune sănătatea în pericol și fiecare acțiune umană este analizată cu atenție. Oamenii care rezistă Primei Directive sunt luați și lobotomizati, așa că devin într-un fel fericiți sub conducerea noilor roboți umanoizi. Deși este încă sub autoritatea umană, Legea zero din cele trei legi ale roboticii enunțate de Isaac Asimov a implicat în mod similar o îndrumare binevoitoare din partea roboților.
În secolul al XXI-lea, science-fiction-ul a explorat guvernarea prin algoritm, în care puterea IA poate fi indirectă și descentralizată. 

#### Dominanție umană
În alte scenarii, umanitatea este capabilă să păstreze controlul asupra Pământului, fie prin interzicerea inteligenței artificiale, prin proiectarea roboților pentru a fi supuși (ca în lucrările lui Asimov), fie prin contopirea oamenilor cu roboții. Romancierul Frank Herbert a explorat ideea unei perioade în care omenirea ar putea interzice în întregime inteligența artificială (și, în unele interpretări, chiar și toate formele de tehnologie de calcul, inclusiv circuitele integrate). Seria sa Dune menționează o rebeliune numită Jihadul Butlerian, în care omenirea învinge mașinile inteligente și impune pedeapsa cu moartea pentru recrearea lor, citând din Biblia fictivă Oranj Catolică, „Tu nu vei face o mașină asemănătoare minții umane." În romanele Dune publicate după moartea sa (Vânătorii Dunei, Viermii Dunei), o minte renegată IA se întoarce pentru a eradica omenirea ca răzbunare pentru Jihadul Butlerian.
În unele lucrări, umanitatea rămâne în autoritate asupra roboților. Adesea, roboții sunt programați special pentru a rămâne în serviciul societății, ca în cele Trei legi ale roboticii ale lui Isaac Asimov În filmele Alien, nu numai că sistemul de control al navei spațiale Nostromo este oarecum inteligent (echipajul îl numește „Mama”), dar există și androizi în societate, care sunt numiți „sintetici” sau „persoane artificiale”, care sunt imitații atât de perfecte ale oamenilor încât nu sunt discriminați. TARS și CASE din 'Interstellar: Călătorind prin univers' demonstrează în mod similar emoțiile umane simulate și umorul, continuând să recunoască posibilitatea lor de expensabilitate.

#### Realitatea simulată
Realitatea simulată a devenit o temă comună în science-fiction, așa cum se vede în filmul din 1999 Matrix, care descrie o lume în care roboții IA înrobesc umanitatea într-o simulare din viitor a lumii noastre contemporane.

## Recepție

### Neplauzibilitate
Inginerii și oamenii de știință s-au interesat de modul în care IA este prezentată în ficțiune. În filme precum Ex Machina din 2014 sau Chappie din 2015, un singur geniu izolat devine primul om care a construit cu succes o inteligență artificială puternică; oamenii de știință din lumea reală consideră că acest lucru este puțin probabil. 
În Chappie, Transcendence: Viață după moarte și Tron, mințile umane sunt capabile să fie încărcate în corpuri artificiale sau virtuale; de obicei, nu se oferă o explicație rezonabilă cu privire la modul în care această sarcină dificilă poate fi realizată. 
În filmele Eu, robotul și Omul bicentenar, roboții care sunt programați să servească oamenii generează spontan noi obiective pe cont propriu, fără o explicație plauzibilă a modului în care se poate întâmpla acest lucru. 

Analizând romanul River of Gods (2004) al lui Ian McDonald, Krzysztof Solarewicz identifică modalitățile în care descrie IA, inclusiv „independența și neașteptarea, stinghereala politică, deschiderea către străin și valoarea occidentală a autenticității”. O altă perspectivă importantă de luat în seamă este aceea că „elementele neraționale ale ficțiunii din discurs (emotivul, miticul sau chiar cvasi-teologicul) sunt mai mult decât simple distorsiuni sau distrageri de la ceea ce altfel ar fi un public sobru și rațional al dezbaterii despre viitorul IA”. Ficțiunea poate descuraja cititorii cu privire la progresele viitoare, provocând pesimismul pe care îl vedem astăzi în jurul subiectului IA.

### Tipuri de mențiuni

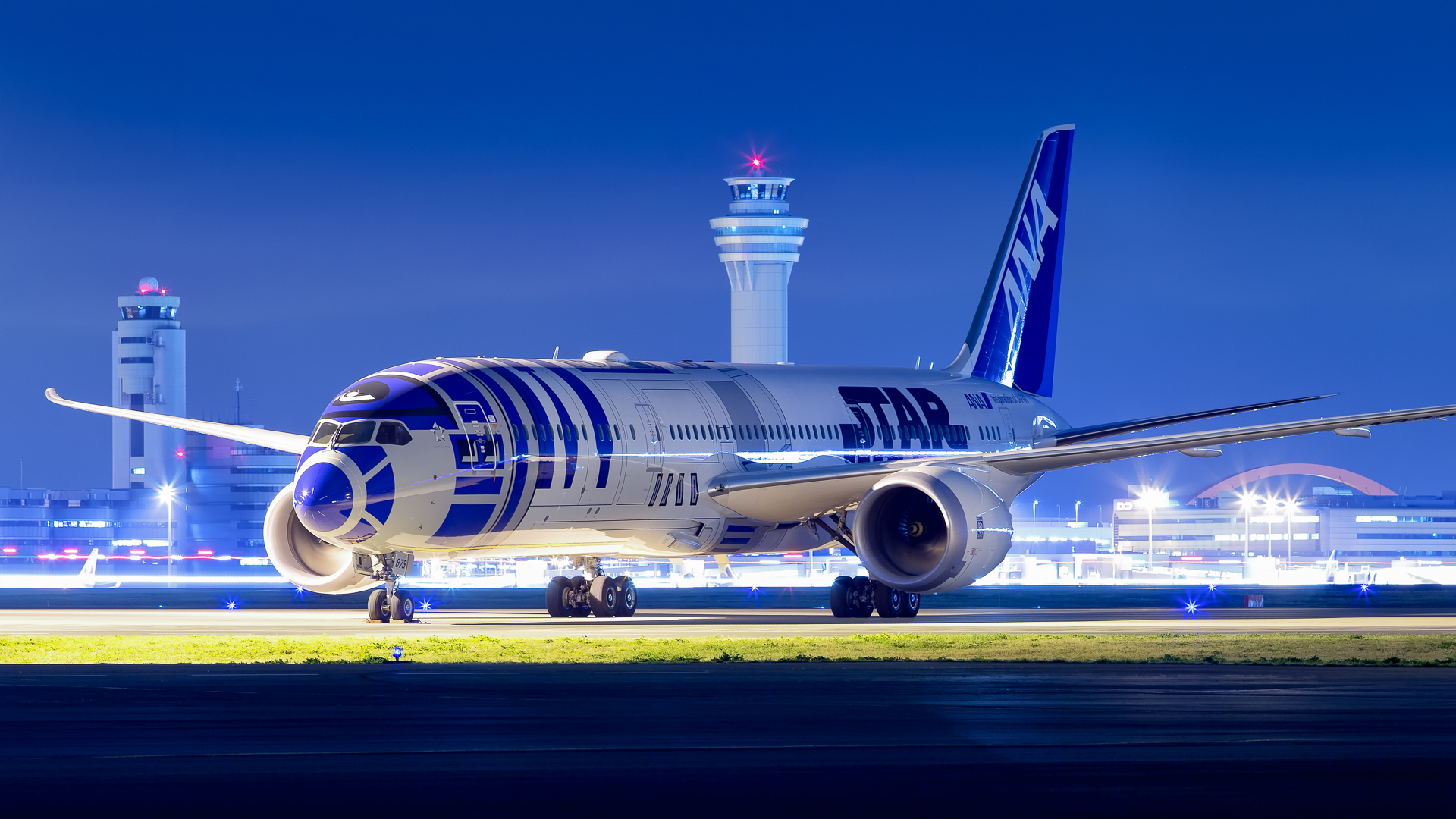
Unii roboți fictivi, cum ar fi R2-D2, au fost văzuți ca utopici, făcându-i populari printre ingineri și alții. În 2015, All Nippon Airways a dezvăluit acest Boeing 787-9 în culorile R2-D2.

Cercetătorul în robotică Omar Mubin și colegii săi au analizat mențiunile de inginerie ale primilor 21 de roboți fictivi, pe baza celor aflați în sala faimei Universității Carnegie Mellon și pe lista IMDb. WALL-E a avut 20 de mențiuni, urmat de HAL 9000 cu 15, Star Wars R2-D2 cu 13 și Data cu 12; Terminator (T-800) a primit doar 2. Din totalul de 121 de mențiuni de inginerie, 60 au fost utopice, 40 neutre și 21 distopice. HAL 9000 și Skynet au primit atât mențiuni utopice, cât și distopice; de exemplu, HAL 9000 este văzut ca distopic într-o lucrare „pentru că designerii săi nu au reușit să-și prioritizeze obiectivele în mod corespunzător”, dar și utopic într-o altă lucrare în care „interfeței conversaționale chat bot a unui sistem real [îi lipsește] nivelul de inteligență al lui HAL 9000 și există o ambiguitate în modul în care computerul interpretează ceea ce omul încearcă să transmită”. Mențiunile utopice, adesea despre WALL-E, au fost asociate cu scopul de a îmbunătăți comunicarea cu cititorii și, într-o măsură mai mică, cu inspirația pentru autori. WALL-E a fost menționat mai des decât orice alt robot pentru emoții (urmat de HAL 9000), vorbire vocală (urmat de HAL 9000 și R2-D2), pentru gesturi fizice și pentru personalitate. Skynet a fost robotul cel mai des menționat pentru inteligență, urmat de HAL 9000 și Data. Mubin și colegii au crezut că oamenii de știință și inginerii au evitat mențiunile distopice despre roboți, posibil dintr-„o reticență determinată de trepidare sau pur și simplu o lipsă de conștientizare”.

### Reprezentări ale creatorilor IA
Cercetătorii au observat că aproape toți creatorii fictivi de IA sunt bărbați: în cele 142 de filme cele mai influente cu IA din 1920 până în 2020, doar 9 din cei 116 creatori de IA portretizați (8%) au fost femei. Astfel de creatori sunt înfățișați ca niște genii singuratici (de exemplu, Tony Stark în filmele Iron Man din universul Marvel), asociați cu armata (de exemplu, Colossus: The Forbin Project) și mari corporații (de exemplu, Eu, robotul), sau care fac IA asemănătoare oamenilor pentru a înlocui o persoană iubită pierdută sau pentru a servi ca iubit ideal (de exemplu, Neveste perfecte).